# IC 1507
IC 1507 је лентикуларна галаксија у сазвјежђу Рибе која се налази на листи објеката дубоког неба у Индекс каталогу.
Деклинација објекта је + 1° 41' 21" а ректасцензија 23h 45m 33,0s. Привидна величина (магнитуда) објекта IC 1507 износи 13,7 а фотографска магнитуда 14,6. IC 1507 је још познат и под ознакама UGC 12770, MCG 0-60-44, CGCG 381-41, PGC 72330.